# Huanchillas
Huanchillas é um município da província de Córdova, na Argentina.